# Passo dei Mandrioli
Il passo dei Mandrioli è un valico di crinale dell'Appennino tosco-romagnolo posto a 1173 m s.l.m., al confine fra l'Emilia-Romagna e la Toscana. Collega le valli del Savio e dell'Arno, più precisamente le località di Bagno di Romagna (FC) e Badia Prataglia, frazione di Poppi (AR).

## Descrizione
Nell'antichità questo tratto dell'Appennino era attraversato da una mulattiera che, partendo da Bagno di Romagna, valicava il crinale al passo Serra (m 1148) scendendo poi verso la Toscana e il santuario della Verna.
L'attuale passo, costituente parte della ex-strada statale 71 Umbro Casentinese Romagnola (oggi SR 71 lato Toscano e SP 142 lato Romagnolo), fu progettato dall'architetto Alcide Boschi e realizzato negli anni dal 1870 al 1882.
Di importante valore geologico e visibile dal passo è l'emergenza geologica denominata degli "Scalacci", nonché l'Area Wilderness Fosso del Capanno. Presso gli Scalacci affiora estesamente la formazione marnoso-arenacea, che caratterizza gran parte del versante romagnolo di questo tratto di Appennino. Da un esame attento dei singoli strati di torbida affioranti nella parete esposta di fronte alla casa cantoniera, si possono notare numerose strutture sedimentarie e, soprattutto, molte tracce fossili (Paleodictyon, Megagrapton, Desmograpton, Urohelminthoida, Ophiomorpha, ecc.) lasciate da organismi che colonizzavano il fondale marino e preservate come controimpronte o riempimenti al momento dell'arrivo della corrente torbida o della corrente di fondo.
Provenendo dalla Romagna ed entrando in Toscana, proprio sul passo si entra all'interno del Parco nazionale delle Foreste Casentinesi, Monte Falterona e Campigna.